# Chiajna
Pour les articles homonymes, voir Chiajna (homonymie).
Chiajna est une commune dans le sud-ouest du județ d'Ilfov, en Roumanie. Plus précisément, la localité se trouve à l'ouest de la capitale, Bucarest.
Elle est composée de trois villages : Chiajna, Dudu et Roșu. Le monastère de Chiajna s'y trouve.

## Démographie
Lors du recensement de 2011, 90,87 % de la population se déclarent roumains (0,86 % déclarent une autre appartenance ethnique et 8,26 % ne déclarent pas d'appartenance ethnique).

## Politique
| Parti | Parti                                      | Sièges |
| ----- | ------------------------------------------ | ------ |
|       | Alliance des libéraux et démocrates (ALDE) | 10     |
|       | Parti national libéral (PNL)               | 4      |
|       | Parti social-démocrate (PSD)               | 2      |
|       | Parti Mouvement populaire (PMP)            | 1      |